# Proctacanthus philadelphicus
Proctacanthus philadelphicus är en tvåvingeart som beskrevs av Macquart 1838. Proctacanthus philadelphicus ingår i släktet Proctacanthus och familjen rovflugor. Inga underarter finns listade i Catalogue of Life.